# Austrochaperina adelphe
Austrochaperina adelphe е вид жаба от семейство Microhylidae. Видът не е застрашен от изчезване.

## Разпространение
Разпространен е в Австралия.

## Описание
Популацията на вида е стабилна.